# San Ildefonso (Hidalgo)
Pour les articles homonymes, voir San Ildefonso.
San Ildefonso est un village de la municipalité de Tepeji del Río de l'État de Hidalgo au Mexique, peuplée d’environ 4 423 habitants.
Elle faisait partie de la région Teotlalpan, alliée de Tenochtitlan durant le XVIe siècle.